# Marie Tereza Rakouská-Este (1773–1832)
Marie Tereza Rakouská-Este (1. listopadu 1773 Milán – 29. března 1832 Ženeva) byla rakouská arcivévodkyně, modenská princezna a královna Sardinie.

## Rodina
Narodila se v milánském královském paláci jako prvorozená dcera rakouského arcivévody Ferdinanda Karla Habsbursko-Lotrinského a Marie Beatrice d'Este. Pojmenována byla po své babičce Marii Terezii.

## Manželství a děti
Ve svých čtrnácti letech byla 29. června 1788 v zastoupení provdána za osmadvacetiletého Viktora Emanuela, vévodu z Aosty (1759–1824), budoucího sardinského krále a savojského vévodu. Svatební obřad za přítomnosti obou proběhl v Novaře 25. dubna 1789. 
Byla dobrou přítelkyní Marie Klotildy Francouzské, manželky Karla Emanuela, knížete z Piedmontu. Byla také blízká s Marií Annou Savojskou, vévodkyní z Chablais.
Roku 1802 po abdikaci Karl Emanuela IV. Sardinského se její manžel stal králem Sardinie a Marie královnou chotí. Než se mohla vrátit do hlavního města Turín, musela z důvodu války do roku 1814 bydlet na ostrově Sardinie. Zpočátku byla v Turíně vítána, ale brzy vzbudila velkou nespokojenost mezi veřejností. Roku 1821 po vypuknutí liberální revoluce byl její manžel nucen abdikovat ve prospěch svého bratra Karla Felixe. Manželé se usadili na hradě Moncalieri u Turína, kde její manžel v roce 1824 zemřel. Marie Tereza se posléze přestěhovala do Janova, kde zakoupila palác Doria-Tursi. Zemřela 29. března 1832 v Ženevě ve věku osmapadesáti let. Je pohřbena po boku svého manžela v turínské bazilice Superga.
Z harmonického manželství vzešlo sedm dětí:
- Marie Beatrice (6. 12. 1792 Turín – 15. 9. 1840 Castello del Catajo), 
  - ⚭ (20. 6. 1812 Cagliari) František IV. (6. 10. 1779 Milán – 21. 1. 1846 Modena), vévoda z Modeny, Massy a Carrary
- Maria Adéla (1. 10. 1794 Turín – 2. 8. 1795 Neapol)[2]
- Karel Emanuel (3. 9. 1796 Turín – 9. 8. 1799 Cagliari)[3]
- dcera (13. 11. 1800 – 10. 1. 1801)
- Marie Tereza (19. 9. 1803 Řím – 16. 7. 1879), 
  - ⚭ (5. 9. 1820 Lucca) Karel II. Ludvík (22. 12. 1799 Madrid – 16. 4. 1883 Nice), vévoda z Parmy a Piacenzy, vévoda z Luccy a etrurský král v letech 1803 až 1807
- Marie Anna (19. 9. 1803 Řím – 4. 5. 1884 Praha), 
  - ⚭ (27. 2. 1831 Vídeň) Ferdinand V. Dobrotivý (19. 4. 1793 Vídeň – 29. 6. 1875 Praha), rakouský císař v letech 1835–1848, král uherský, český a markrabě moravský
- Marie Kristýna (14. 11. 1812 Cagliari – 21. 1. 1836 Neapol), 
  - ⚭ (21. 11. 1832 Janov) Ferdinand II. Neapolsko-Sicilský (12. 1. 1810 Palermo – 22. 5. 1859 Caserta), král Obojí Sicílie od roku 1830 až do své smrti

## Vývod z předků
|                            |                                             |  |                |                                          |  |  |  |  |  |  |  | Karel V. Lotrinský |
|                            |                                             |  |                |                                          |  |  |  |  |  |  |  |                    |
|                            | Leopold Josef Lotrinský                     |  |                |                                          |  |  |  |  |  |  |  |                    |
|                            |                                             |  |                |                                          |  |  |  |  |  |  |  |                    |
|                            |                                             |  |                | Eleonora Marie Josefa Habsburská         |  |  |  |  |  |  |  |                    |
|                            |                                             |  |                |                                          |  |  |  |  |  |  |  |                    |
|                            | František I. Štěpán Lotrinský               |  |                |                                          |  |  |  |  |  |  |  |                    |
|                            |                                             |  |                |                                          |  |  |  |  |  |  |  |                    |
|                            |                                             |  |                | Filip I. Orleánský                       |  |  |  |  |  |  |  |                    |
|                            |                                             |  |                |                                          |  |  |  |  |  |  |  |                    |
|                            | Alžběta Charlotta Orléanská                 |  |                |                                          |  |  |  |  |  |  |  |                    |
|                            |                                             |  |                |                                          |  |  |  |  |  |  |  |                    |
|                            |                                             |  |                | Alžběta Šarlota Falcká                   |  |  |  |  |  |  |  |                    |
|                            |                                             |  |                |                                          |  |  |  |  |  |  |  |                    |
|                            | Ferdinand Karel Habsbursko-Lotrinský        |  |                |                                          |  |  |  |  |  |  |  |                    |
|                            |                                             |  |                |                                          |  |  |  |  |  |  |  |                    |
|                            |                                             |  |                | Leopold I.                               |  |  |  |  |  |  |  |                    |
|                            |                                             |  |                |                                          |  |  |  |  |  |  |  |                    |
|                            | Karel VI.                                   |  |                |                                          |  |  |  |  |  |  |  |                    |
|                            |                                             |  |                |                                          |  |  |  |  |  |  |  |                    |
|                            |                                             |  |                | Eleonora Magdalena Falcko-Neuburská      |  |  |  |  |  |  |  |                    |
|                            |                                             |  |                |                                          |  |  |  |  |  |  |  |                    |
|                            | Marie Terezie                               |  |                |                                          |  |  |  |  |  |  |  |                    |
|                            |                                             |  |                |                                          |  |  |  |  |  |  |  |                    |
|                            |                                             |  |                | Ludvík Rudolf Brunšvicko-Wolfenbüttelský |  |  |  |  |  |  |  |                    |
|                            |                                             |  |                |                                          |  |  |  |  |  |  |  |                    |
|                            | Alžběta Kristýna Brunšvicko-Wolfenbüttelská |  |                |                                          |  |  |  |  |  |  |  |                    |
|                            |                                             |  |                |                                          |  |  |  |  |  |  |  |                    |
|                            |                                             |  |                | Kristýna Luisa Öttingenská               |  |  |  |  |  |  |  |                    |
|                            |                                             |  |                |                                          |  |  |  |  |  |  |  |                    |
| Marie Tereza Rakouská-Este |                                             |  |                |                                          |  |  |  |  |  |  |  |                    |
|                            |                                             |  |                |                                          |  |  |  |  |  |  |  |                    |
|                            |                                             |  | Rinaldo d'Este |                                          |  |  |  |  |  |  |  |                    |
|                            |                                             |  |                |                                          |  |  |  |  |  |  |  |                    |
|                            | František III. d'Este                       |  |                |                                          |  |  |  |  |  |  |  |                    |
|                            |                                             |  |                |                                          |  |  |  |  |  |  |  |                    |
|                            |                                             |  |                | Šarlota Brunšvicko-Lüneburská            |  |  |  |  |  |  |  |                    |
|                            |                                             |  |                |                                          |  |  |  |  |  |  |  |                    |
|                            | Ercole III. d'Este                          |  |                |                                          |  |  |  |  |  |  |  |                    |
|                            |                                             |  |                |                                          |  |  |  |  |  |  |  |                    |
|                            |                                             |  |                | Filip II. Orléanský                      |  |  |  |  |  |  |  |                    |
|                            |                                             |  |                |                                          |  |  |  |  |  |  |  |                    |
|                            | Šarlota Aglaé Orléanská                     |  |                |                                          |  |  |  |  |  |  |  |                    |
|                            |                                             |  |                |                                          |  |  |  |  |  |  |  |                    |
|                            |                                             |  |                | Františka Marie Bourbonská               |  |  |  |  |  |  |  |                    |
|                            |                                             |  |                |                                          |  |  |  |  |  |  |  |                    |
|                            | Marie Beatrice d'Este                       |  |                |                                          |  |  |  |  |  |  |  |                    |
|                            |                                             |  |                |                                          |  |  |  |  |  |  |  |                    |
|                            |                                             |  |                | Carlo II. Cibo-Malaspina                 |  |  |  |  |  |  |  |                    |
|                            |                                             |  |                |                                          |  |  |  |  |  |  |  |                    |
|                            | Alderano I. Cibo-Malsapina                  |  |                |                                          |  |  |  |  |  |  |  |                    |
|                            |                                             |  |                |                                          |  |  |  |  |  |  |  |                    |
|                            |                                             |  |                | Teresa Pamfili                           |  |  |  |  |  |  |  |                    |
|                            |                                             |  |                |                                          |  |  |  |  |  |  |  |                    |
|                            | Marie Tereza Cybo-Malaspina                 |  |                |                                          |  |  |  |  |  |  |  |                    |
|                            |                                             |  |                |                                          |  |  |  |  |  |  |  |                    |
|                            |                                             |  |                | Camillo III. Gonzaga                     |  |  |  |  |  |  |  |                    |
|                            |                                             |  |                |                                          |  |  |  |  |  |  |  |                    |
|                            | Ricciardia Gonzaga                          |  |                |                                          |  |  |  |  |  |  |  |                    |
|                            |                                             |  |                |                                          |  |  |  |  |  |  |  |                    |
|                            |                                             |  |                | Matylda d'Este                           |  |  |  |  |  |  |  |                    |
|                            |                                             |  |                |                                          |  |  |  |  |  |  |  |                    |

## Tituly a oslovení
- 1. listopadu 1773 – 25. dubna 1789: Její královská Výsost arcivévodkyně Marie Tereza Rakouská-Este
- 25. dubna 1789 – 4. června 1802: Její královská Výsost vévodkyně z Aosty
- 4. června 1802 – 12. března 1821: Její Veličenstvo královna Sardinie
- 12. března 1821 – 29. března 1832: Její Veličenstvo královna Marie Tereza Sardinská